# Batalha de Sderot
A Batalha de Sderot (em hebraico: קרב שדרות, em árabe: معركة سديروت) foi uma batalha que começou em 7 de outubro de 2023, quando o Hamas lançou a Operação Al-Aqsa Flood durante a Guerra de Gaza de 2023. A cidade israelense de Sderot (em hebraico: שְׂדֵרוֹת, em árabe: سديروت), localizada próxima à fronteira entre Israel e a Faixa de Gaza, tem sido frequentemente alvo de ataques com foguetes e incursões ao longo do conflito israelense-palestino. Em 8 de outubro, após vinte e quatro horas, o exército israelense retomou controle de toda a região de Sderot.

## Infiltração terrestre
Em 7 de outubro de 2023, militantes do Hamas, vindos da Faixa de Gaza, entraram na cidade e se envolveram em tiroteios com unidades policiais locais e civis, resultando em mortes e ferimentos de várias pessoas. Eventualmente, os atacantes dominaram a guarnição na delegacia de polícia local e a ocuparam. Após a chegada de reforços das Forças de Defesa de Israel (IDF), a delegacia de polícia foi cercada e, em seguida, atacada pelas tropas da IDF. Pelo menos vinte policiais foram mortos pelo Hamas quando tomaram a delegacia de polícia. Tiros e tratores foram usados para demolir a delegacia de polícia de Sderot e quaisquer atiradores que ainda estivessem dentro.
No final de 8 de outubro, a prefeitura de Sderot divulgou os nomes dos funcionários das Forças de Defesa de Israel (IDF), da Polícia de Israel e do Corpo de Bombeiros mortos no ataque.

## Recuperação do controle sobre Sderot
Até domingo, 8 de outubro, as forças israelenses haviam retomado o controle sobre Sderot. No entanto, as forças israelenses continuaram a combater grupos de atiradores do Hamas no sul de Israel, incluindo em Magen, e tiros esporádicos foram ouvidos em Sderot e outras localidades, onde as forças israelenses estavam vasculhando a área em busca de quaisquer infiltrados do Hamas restantes. As autoridades ordenaram que os moradores de Sderot, bem como do vizinho Kibbutz Mefalsim, ficassem em casa após uma suspeita de infiltração.

## Ataques com foguetes
O primeiro bombardeio de ataques com foguetes palestinos da Faixa de Gaza para Israel, lançado nas primeiras horas de 7 de outubro, atingiu várias cidades israelenses, tão distantes quanto Tel Aviv, mas Sderot não foi atingida. No entanto, no dia seguinte, as Brigadas Al-Qassam do Hamas lançaram mais ataques, afirmando ter disparado 100 foguetes em Sderot. Os foguetes acionaram o sistema de alerta de foguetes em Sderot e em outras comunidades israelenses próximas à fronteira de Gaza. Magen David Adom informou que um israelense em Sderot foi gravemente ferido por disparos de foguetes no início de 8 de outubro.